# Batalha de Oltenitza
A Batalha de Oltenitza foi travada em 4 de novembro de 1853 durante a Guerra da Crimeia.
Nesta batalha o exército turco, sob o comando de Osmã Nuri Paxá derrotou as forças russas. O seu objetivo estratégico turco, de avançar em direção a Bucareste e expulsar os russos do Principados, não foi realizado, e os turcos foram obrigados a recuar para a sua posição inicial. A batalha foi saudado pela imprensa europeia como um triunfo turco, e orgulho russo foi danificado, mas estrategicamente a ação teve pouco impacto . 